# Хохштеттер, Фердинанд фон
Кристиа́н Го́тлоб Фердина́нд фон Хохште́ттер (нем. Christian Gottlob Ferdinand Ritter von Hochstetter; 30 апреля 1829, Эсслинген-на-Неккаре, Штутгарт — 18 июля 1884, Вена) — австрийский географ и геолог, почётный гражданин Вены, имперский рыцарь.

## Биография
Фердинанд фон Хохштеттер родился 30 апреля 1829 года в Эсслингене в Вюртемберге в семье местного городского священника и известного немецкого ботаника и миколога Кристиана Фердинанда Фридриха Хохштеттера (1787–1860) и его четвертой жены Софи Фридерики Орт (1795–1861). После сдачи экзаменов в Эсслингенском лицее (сегодняшняя Георгиевская гимназия) он перешел в монастырскую школу в Маульбронне и в 1847 году изучал теологию и естественные науки в Тюбингенском университете. Во время учебы он стал членом Тюбингенского королевского общества Ройгеля. В 1851 году он завершил богословское образование и в 1852 году получил степень доктора философии с диссертацией по минералогии.
После этого учёный живёт в Австрии, где он по заданию геологического имперского управления исследует Чешский лес, Рудные горы, Карлсбадские горы и Чешские срединные горы. В 1856 году Хохштеттер становится приват-доцентом Венского университета. В 1857 году учёный, по поручению Венской императорской академии наук, принимает участие в австрийской кругосветной экспедиции Новара. После прибытия фрегата «Новара» в Новую Зеландию Ф.Хохштеттер остаётся в этой стране с тем, чтобы её картографировать и провести геологические исследования. Заслугой австрийского учёного является составление первой геологической карты Новой Зеландии.
Ф.Хохштеттер возвратился в Австрию в 1860 году, в том же году он становится профессором геологии и минералогии в Венском Техническом Университете. С 1876 года он — директор венского Музея естествознания. Ф.Хохштеттер продолжает много путешествовать. Так, в 1863 году он посещает с научными целями Швейцарию и Италию, в 1869 — европейскую часть Османской империи, в 1872 — центральную часть России и Урал. Ему принадлежит также первая геологическая карта Балканского полуострова, входившего тогда в состав Турции.

## Память
В честь учёного названы:
- пик Хохштеттера (2.822 м) в Новозеландских Альпах
- Хохштеттер-фьорд в Гренландии
- Porphyrio hochstetteri
- Северная лейопельма (Leiopelma hochstetteri), вид редких жаб из семейства гладконогов
- гриб Entoloma hochstetteri

## Сочинения
- Neuseeland. Stuttgart 1863
- Geologisch-topographischer Atlas von Neuseeland. Gotha 1863
- Reise der österreichischen Fregatte Novara um die Erde. 3 Bde. Wien (1964—1966)
- Reise durch Rumelien. In: Mitteilungen der Geographischen Gesellschaft in Wien (1870—1971)
- Über den Ural. Berlin 1873
- Asien: seine Zukunftsbahnen und Kohlenschätze. Wien 1876